# De ontvoering van Sita

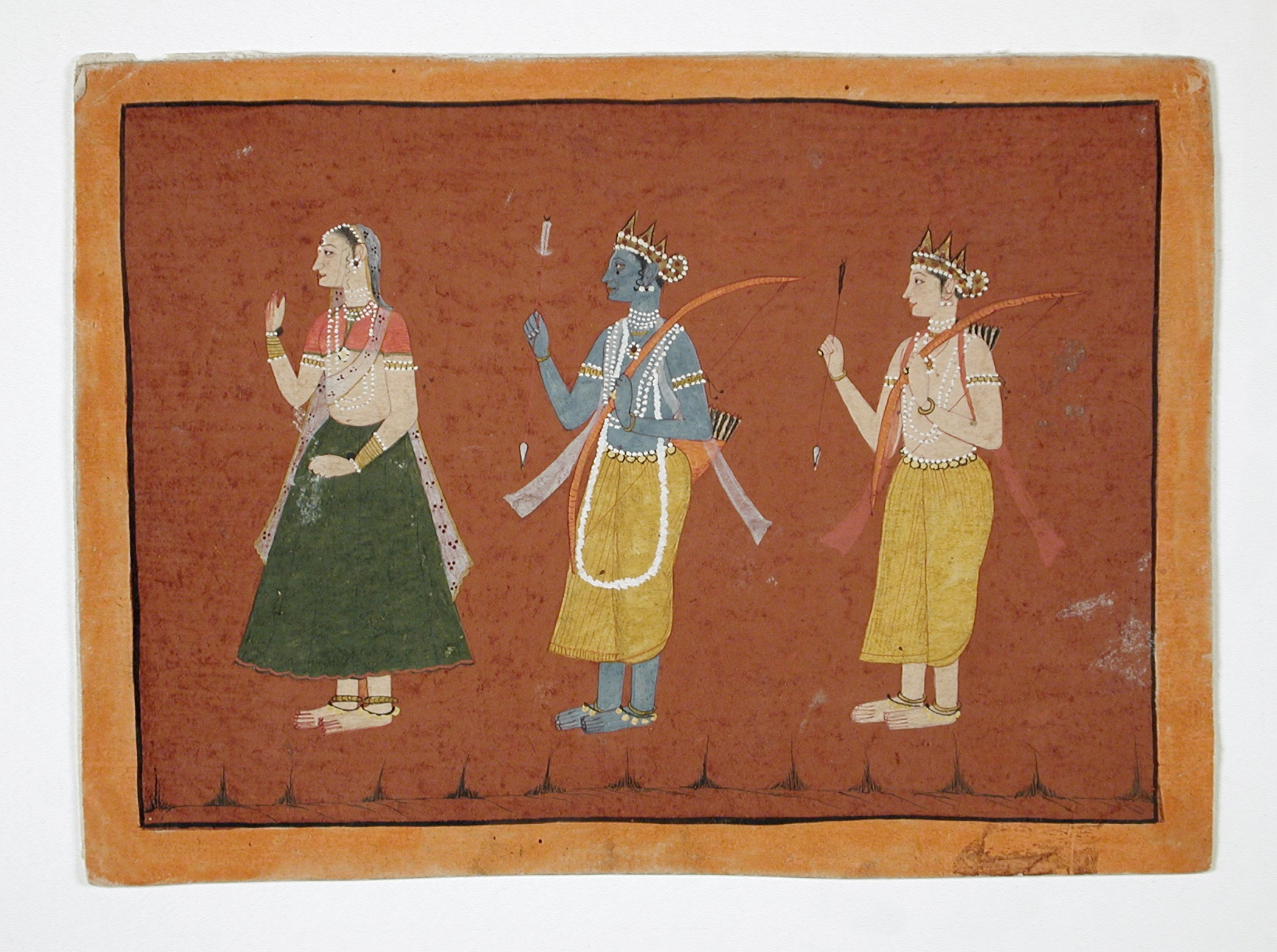
Sita, Rama en Lakshmana, ca. 1685-1690

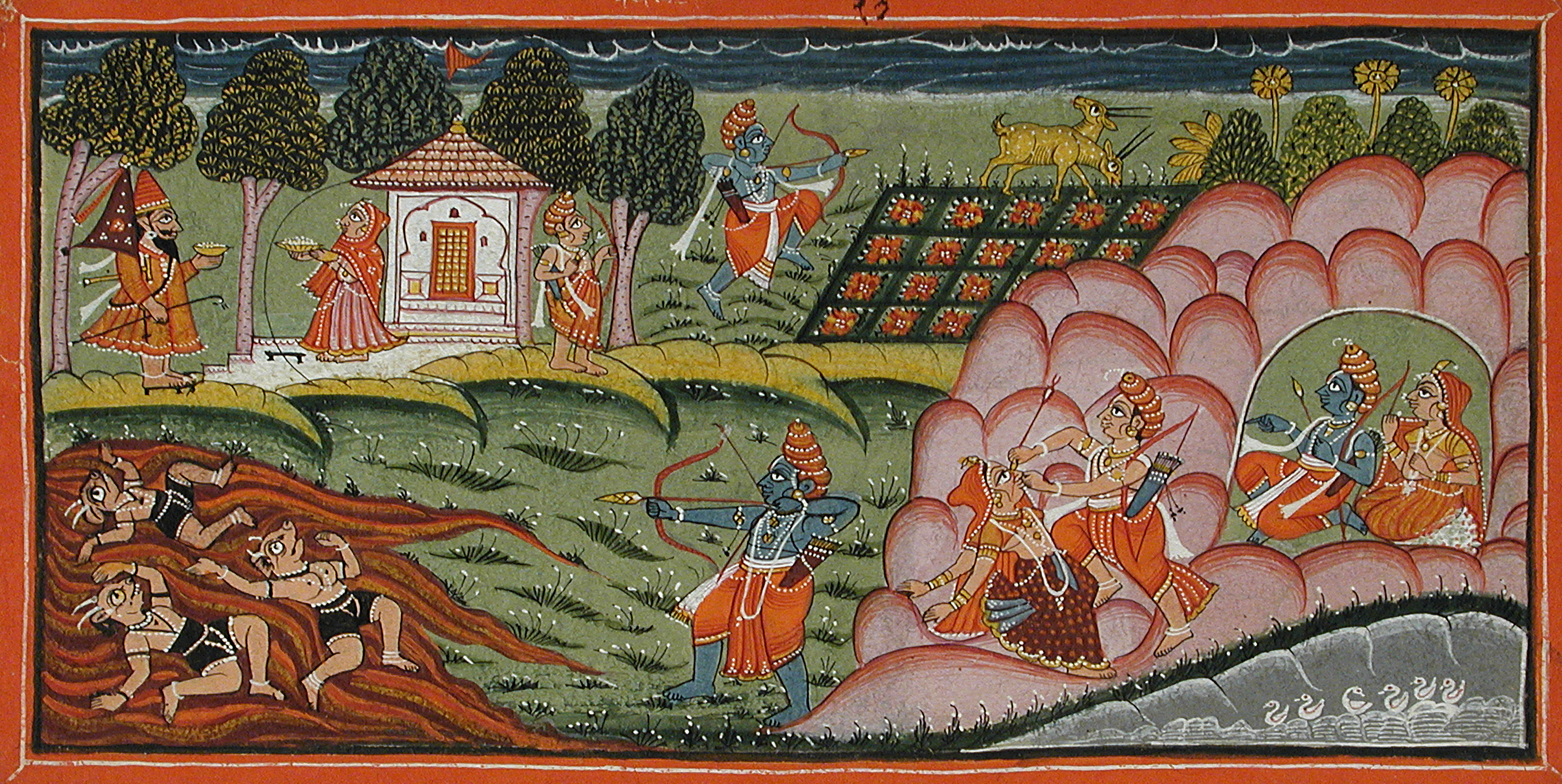
De gebeurtenissen in het bos Panchavati: Rechtsonder snijdt Lakshmana de neus van Surpanaka af, Rama en Sita kijken toe. Linksonder doodt Rama drie demonen. Rechtsboven jaagt Rama op het hert en Lakshmana komt naar hem toe. Linksboven lokt de bedelmonnik Sita uit de beschermende cirkel.

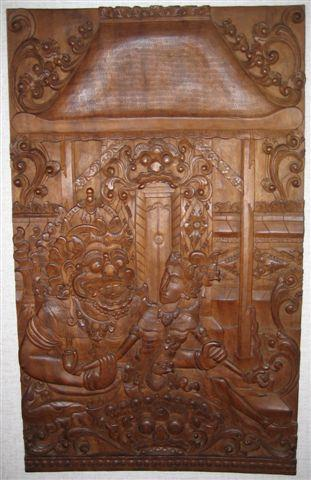
Ravana ontvoert Sita, houtsnijwerk

De ontvoering van Sita is een verhaal uit de Ramayana in India.

## Het verhaal
Rama is de oudste zoon van de koning van Avadh, hij wordt door verraad verbannen uit het koninkrijk. Samen met zijn vrouw Sita en halfbroer Lakshmana trekt hij de wijde wereld in. Ze komen op de heilige plaats Panchavati in het bos Dandaka. Ze bouwen een loofhut en leven er sober als kluizenaars, die dagelijks aan de goden offert en hun geesten door meditatie op het innerlijk richten. 
Surpanaka, een vrouwelijke demon en de zus van de tienhoofdige demonenkoning Ravana, ziet het drietal en voelt zich aangetrokken tot de broers. In de gedaante van een lieftallig meisje gaat Surpanaka naar de mannen toe en spreekt Rama aan. Ze vertelt ongehuwd te zijn, omdat ze tot dat moment geen man gelijkwaardig aan haar kan vinden. Rama zegt al getrouwd te zijn en verwijst haar naar zijn jongere broer. Lakshmana antwoordt de demon dat hij slechts de dienaar van Rama is en ze nooit gelukkig met hem zou kunnen zijn. Surpanaka probeert Rama opnieuw te verleiden en wordt dan weer naar zijn halfbroer gestuurd. 
Lakshmana zegt dan dat ze alleen kan trouwen met een man die geen enkele schaamte kent, waarna Surpanaka haar schrikwekkende uiterlijk aanneemt en op Rama afstormt. Lakshmana houwt met een zwaard haar neus en oren af en ze gaat naar haar broers Khara en Dusana. Met een groot aantal demonen gaan ze naar Pancavati, maar de broers doden alle demonen. Surpanaka gaat naar de machtige Ravana op het eiland Lanka en vertelt hem dat er twee broers zijn die alle demonen willen verdrijven. Ze stort huilend neer en Ravana helpt haar overeind, hij belooft haat te wreken en wil dat ze precies vertelt wat er is gebeurd. 
De volgende dag vliegt Ravana met zijn Vimāna naar de demon Maraci. Hij groet haar en vertelt wat er is gebeurd. Ravana wil Sita ontvoeren en Rama zal daardoor zijn Shakti (kracht) verliezen. Maraci gaat met Ravana naar het Dandankabos en ze verandert zichzelf in een prachtig hert. Sita ziet het hert en roept de broers, Lakshmana vertrouwt het niet. Rama wil het dier doden en laat Lakshmana op Sita letten, waarna hij achter het hert aanrent. Als Rama schiet, verandert het hert in Maraci en Rama beseft dat hij in een val gelopen is. Sita hoort de doodskreet van Maraci en denkt dat Rama om hulp roept, ze stuurt Lakshmana achter zijn broer aan. Lakshmana weigert, hij kent de streken van demonen, maar Sita dreigt dan zelfmoord te zullen plegen. Lakshmana pakt een pijl en trekt een magische cirkel rond de loofhut, niemand kan hier naar binnen. Sita mag echter niet buiten de cirkel komen.
Ravana verandert zichzelf in een bedelmonnik met een oranje gewaad, een bedelnap en een staf. Hij prevelt gebeden en vraagt een aalmoes. Sita neemt een mand met rijst en reikt naar de man. Op het moment dat ze haar hand boven de bedelnap wil openen, neemt Ravana neemt zijn ware gedaante aan en grijpt Sita. Hij wil dat Sita meegaat naar zijn leven van weelde. Sita dreigt dat hij de plek moet verlaten als zijn leven hem lief is, maar Ravana trekt zich hier niks van aan en sleurt haar zijn Vimāna in. Als Rama en Lakshmana terugkeren, is Ravana met Sita al ver richting Lanka.